# Историја, фикција, мит (есеји)
Историја, фикција, мит је збирка есеја из англо-америчке књижевности аутора Зорана Пауновића, у издању Геопоетике (2006). 
Академик Светозар Кољевић о књизи Историја, фикција, мит:
| „ | Зоран Пауновић се изузетно проницљиво књижевно-критички и филозофски креће кроз лавиринте модерне и постмодерне књижевности на енглеском језику, увек врло прецизно указујући на животну средину у којој су поједина дела поникла, као и на разноврсне начине на које ови писци преобликују своје животно искуство у својим фикционалним пројекцијама, а затим разматра и даље путеве и могућности митских читалачких поимања великих модерних и постмодерних књижевних остварења. Ова студија, како по својој разуђености, по богатству својих увида у путеве новије књижевности на енглеском језику, тако и по кохерентности својих анализа и закључака, изузетно је значајан допринос српској англистици, као и ширем разумевању оптике књижевних појава у савременом свету. | ” |

Џорџ Гордон Бајрон, Роберт Луис Стивенсон, Џозеф Конрад, Грејам Грин, Кристофер Хоуп, Мартин Ејмис, Роналд Харвуд, Џејмс Џојс, Џим Морисон, Владимир Набоков, Курт Вонегат и Дон Делило само су нека од имена аутора којима се Зоран Пауновић бави у овој књизи.

### Есеји
Есеји су обједињени у четири целине: Исцртавање мапа, Изданци пусте земље, Ово није земља за старце и On the road.

#### Исцртавање мапа
- Џорџ Гордон Бајрон: Болно одрастање Чајлда Харолда
- Роберт Луис Стивенсон: Романтични гусари и окрутни дечаци
- Џозеф Конрад: Сложена кардиологија таме
- Рани јади Дејвида Херберта Лоренса
- Ивлин Во: Повратак у пусту земљу

#### Изданци пусте земље
- Грејам Грин: Варљиви реализам Гринленда
- Питер Акројд: Доријан Греј, сто година касније
- Једанаесто поглавље Барнсове историје
- Кристофер Хоуп: Енглеска као Срце таме
- Разарање историје по Мартину Ејмису
- Грејам Свифт: У кошмару историје
- Естетика и етика Харвудовог позоришта
- Драма Едварда Бонда: Трагичност апсурда и апсурдност трагедије
- Сајмон Деј: Клин, или свет без бога

#### Ово није земља за старце
- Опора носталгија Џејмса Џојса
- Кажу да је Нора била пекарева кћи
- Јејтс и Ирска: Мит, идеологија, традиција
- Тревор и Фелисија, између Ирске и Енглеске
- Хјуго Хамилтон: Снага и немоћ приповедања

#### 
- Моби Дик: Еп о неухватљивом
- Пол Боулс: На другој страни неба
- Паралелни светови Владимира Набокова
- Лолита: Теби, моја Долорес
- Џим Морисон: Гвоздена врата перцепције
- Вонегатов тестамент, или, урнебесна комика Хирошиме и Вијетнама
- Дон Делило: Бука у глави, дух у времену